# 8789 Effertz
8789 Effertz eller 1978 VZ7 är en asteroid i huvudbältet som upptäcktes den 7 november 1978 av de båda amerikanska astronomerna Eleanor F. Helin och Schelte J. Bus vid Siding Spring-observatoriet. Den är uppkallad efter Mark Joseph Effertz.
Asteroiden har en diameter på ungefär 8 kilometer och den tillhör asteroidgruppen Themis.